# لورا إنغالز وايلدر
لورا اليزابيث إينغلز وايلدر (بالإنجليزية: Laura Ingalls Wilder) (7 فبراير 1867م – 10 فبراير 1957م) هي كاتبة أمريكية صاحبة سلسلة كتب المنزل الصغير المستمدة من طفولتها في عائلة مستوطن. وكانت ابنتها روز، هي ملهمتها لوضع هذا الكتاب.

## النشأة والزواج
ولدت لورا اليزابيث إينغلز في 7 من فبراير 1867م، في مكان إلى الشمال من قرية بيبين بنحو سبعة أميال، في «الغابات الكبيرة» بويسكونسن،  وهي ابنة لكل من تشارلز فيليب إينجلز وكارولين ليك (كوينر) إينجلز. وكانت الثانية بين خمسة أطفال.
وفي 10 من ديسمبر 1882م، قبل عيد ميلادها السادس عشر بشهرين، قبلت لورا وظيفتها الأولى كمدرسة، لتقوم بالتعليم لمدة ثلاثة فصول دراسية في المدراس ذات الفصل الواحد، وذلك في أوقات عدم الانتظام في مدرستها بديسميت. وقد انتهى مشوارها العملي في التدريس وكذلك دراستها عند زواجها من ألمانزو وايلدر، الذي كانت تدعوه بمانلي، في 25 أغسطس 1885، عند بلوغها الثامنة عشر من العمر وكان هو في الثامنة والعشرين من عمره. وقد تحقق لألمانزو بعض الرخاء إثر حيازته لمزرعته، وبسبب الظروف المواتية في بدايات ثمانينيات القرن التاسع عشر بدا مستقبل الزوجين مشرقًا. فانضمت لورا إلى ألمانزو في منزل جديد بالمزرعة شمال ديسميت ووافقت على مساعدته لإنجاح مشروع المزرعة. وفي 5 ديسمبر، 1886، أنجبت روز وايلدر (1886-1968) وبعدها، أنجبت ولدًا لم تتم تسميته حيث توفي عقب ولادته مباشرة في 1889.
وراحت لورا تتابع بشغف المستقبل الأدبي لابنتها روز وايلدر لين في الكتابة مما دفعها للشروع في تجربة الكتابة بنفسها. وكان أن لبت دعوة لنشر مقال في ميسوري روراليست عام 1911 مما أدى لحصولها على وظيفة ثابتة ككاتبة لعمود ومحررة في تلك المطبوعة — وقد شغلت تلك الوظيفة حتى منتصف العشرينيات من القرن العشرين. كما عملت نظير راتب في جمعية القروض الزراعية، لصرف قروض صغيرة للمزارعين المحليين من مكتب في منزلها بالمزرعة.
وكان عمودها في مطبوعة روراليست (Ruralist) والذي حمل عنوان «ما تفكر به امرأة مزارعة» المنبر الذي تقدمت من خلاله الكاتبة إيه جيه وايلدر إلى جمهور مخلص من سكان الريف الأوزاركيين، الذين استمتعوا بقراءة عمودها الثابت، والذي تنوعت موضوعاته بين شؤون المنزل والأسرة والحرب العالمية الأولى وغير ذلك من الأحداث العالمية، وحتى رحلات ابنتها المذهلة حول العالم وخواطرها الشخصية عن تزايد الخيارات المتاحة أمام المرأة في ذلك العصر.
وعاشت لين مع عائلة وايلدر في مزرعة روكي ريدج في معظم عقدي العشرينيات والثلاثينيات قطعتها فترات طويلة عاشتها بالخارج (في أماكن بينها ألبانيا). وبعد ازدهار عملها ككاتبة حرة، قامت ببعض الاستثمارات الناجحة في سوق الأسهم المالية الرائجة خلال هذه الفترة.
وبدا أن تقاعدًا مريحًا خاليًا من الهموم ينتظر أسرة وايلدر حتى انهيار سوق الأسهم المالية 1929 مما قضى على استثمارات الأسرة.
توفي ألمانزو عام 1949 عن عمر يناهز 92 عامًا.وتوفيت لورا وهي نائمة في بيتها بمزرعة مانسفيلد في 10 فبراير 1957، بعد ثلاثة أيام من عيد ميلادها التسعين. توفي الزوجان في مزرعة ريدج روكي في مانسفيلد، ميسوري، وتم دفنهما في مقبرة المدينة ودفنت ابنتهمها بجانبهما.

## وصلات خارجية
- لورا إنغالز وايلدر على موقع IMDb (الإنجليزية)
- لورا إنغالز وايلدر على موقع الموسوعة البريطانية (الإنجليزية)
- لورا إنغالز وايلدر على موقع ميوزك برينز (الإنجليزية)
- لورا إنغالز وايلدر على موقع قاعدة بيانات برودواي على الإنترنت (الإنجليزية)
- لورا إنغالز وايلدر على موقع إن إن دي بي (الإنجليزية)
- لورا إنغالز وايلدر على موقع ديسكوغز (الإنجليزية)
- Laura Ingalls Wilder, Frontier Girl
- Beyond Little House: Comprehensive Laura Ingalls Wilder Blog
- Pioneer Girl, Laura Ingalls Wilder A-Z
- De Smet, South Dakota: The Little Town on the Prairie
- Mansfield, Missouri: Laura Ingalls Wilder Historic Home
- Independence, Kansas: The Little House on the Prairie نسخة محفوظة 11 فبراير 2015 على موقع واي باك مشين.
- Walnut Grove, Minnesota: Laura Ingalls Wilder Museum
- Burr Oak, Iowa: Wilder Museum
- Malone, New York: Almanzo Wilder Farm
- Bibliography, transcriptions, and images of all of Laura's Missouri Ruralist articles
- Laura Ingalls Wilder family letters:Highlights The Wisconsin Historical Society
- Little House Wiki: Laura Ingalls Wilder